# Wahlkreis Clackmannanshire and Dunblane
| Clackmannanshire and Dunblane                         |
| ----------------------------------------------------- |
| Clackmannanshire and Dunblane · Mid Scotland and Fife |
| Gebildet                                              |
| 2011                                                  |
| Abgeordneter                                          |
| Keith Brown (SNP)                                     |
| Regionen                                              |
| Clackmannanshire Stirling                             |

Clackmannanshire and Dunblane ist ein Wahlkreis für das Schottische Parlament. Er wurde 2011 im Zuge der Revision der Wahlkreise als einer von neun Wahlkreisen der Wahlregion Mid Scotland and Fife neu geschaffen. Die Gebiete lagen zuvor weitgehend innerhalb des ehemaligen Wahlkreises Ochil. Clackmannanshire and Dunblane umfasst die gesamte Council Area Clackmannanshire sowie Teile der Council Area Stirling. Der Wahlkreis entsendet einen Abgeordneten.
Der Wahlkreis erstreckt sich über eine Fläche von 240,5 km2. Im Jahre 2020 lebten 68.338 Personen innerhalb seiner Grenzen.

## Wahlergebnisse

### Parlamentswahl 2011
| Ergebnisse der Parlamentswahl 2011 | Ergebnisse der Parlamentswahl 2011 | Ergebnisse der Parlamentswahl 2011 | Ergebnisse der Parlamentswahl 2011 |
| ---------------------------------- | ---------------------------------- | ---------------------------------- | ---------------------------------- |
| Partei                             | Kandidat                           | Stimmen                            | %                                  |
| SNP                                | Keith Brown                        | 13.253                             | 48,3                               |
| Labour                             | Richard Simpson                    | 9644                               | 35,2                               |
| Conservative                       | Callum Campbell                    | 3501                               | 12,8                               |
| Liberal Democrats                  | Tim Brett                          | 1018                               | 3,7                                |
| Wahlbeteiligung: 27.416 (55,48 %)  |                                    |                                    |                                    |

### Parlamentswahl 2016
| Ergebnisse der Parlamentswahl 2016 | Ergebnisse der Parlamentswahl 2016 | Ergebnisse der Parlamentswahl 2016 | Ergebnisse der Parlamentswahl 2016 | Ergebnisse der Parlamentswahl 2016 |
| Partei                             | Kandidat                           | Stimmen                            | %                                  | ±                                  |
| ---------------------------------- | ---------------------------------- | ---------------------------------- | ---------------------------------- | ---------------------------------- |
| SNP                                | Keith Brown                        | 14.147                             | 47,6                               | −0,8                               |
| Labour                             | Craig Miller                       | 7.426                              | 25,0                               | −10,2                              |
| Conservative                       | Alexander Stewart                  | 6.915                              | 23,2                               | +10,5                              |
| Liberal Democrats                  | Christopher McKinlay               | 1.258                              | 4,2                                | +0,5                               |
| Wahlbeteiligung: 29.746 (58,8 %)   |                                    |                                    |                                    |                                    |

### Parlamentswahl 2021
| Ergebnisse der Parlamentswahl 2021 | Ergebnisse der Parlamentswahl 2021 | Ergebnisse der Parlamentswahl 2021 | Ergebnisse der Parlamentswahl 2021 | Ergebnisse der Parlamentswahl 2021 |
| Partei                             | Kandidat                           | Stimmen                            | %                                  | ±                                  |
| ---------------------------------- | ---------------------------------- | ---------------------------------- | ---------------------------------- | ---------------------------------- |
| SNP                                | Colin Beattie                      | 16.504                             | 47,2                               | −0,4                               |
| Conservative                       | Alexander Stewart                  | 8.953                              | 25,6                               | +2,4                               |
| Labour                             | Craig Miller                       | 8.292                              | 23,7                               | −1,3                               |
| Liberal Democrats                  | Iliyan Stefanov                    | 1.194                              | 3,4                                | −0,8                               |
| Wahlbeteiligung: 66 %              |                                    |                                    |                                    |                                    |